# Gösen
Gösen – miejscowość i gmina w Niemczech, w kraju związkowym Turyngia, w powiecie Saale-Holzland.
Niektóre zadania administracyjne gminy realizowane są przez miasto Eisenberg, które pełni rolę "gminy realizującej" (niem. "erfüllende Gemeinde").